# Santa Candelaria, Chiapas
Santa Candelaria är en ort i Mexiko.   Den ligger i kommunen Yajalón och delstaten Chiapas, i den sydöstra delen av landet, 800 km öster om huvudstaden Mexico City. Santa Candelaria ligger 933 meter över havet och antalet invånare är 187.
Terrängen runt Santa Candelaria är kuperad åt sydväst, men åt nordost är den bergig. Runt Santa Candelaria är det ganska tätbefolkat, med 56 invånare per kvadratkilometer. Närmaste större samhälle är Yajalón, 2,7 km väster om Santa Candelaria. I omgivningarna runt Santa Candelaria växer i huvudsak städsegrön lövskog.